# 克里日切涅
47°17′50″N 36°8′53″E / 47.29722°N 36.14806°E
克里日切內（烏克蘭語：Крижчене）是位於烏克蘭東南部的村莊，由扎波羅熱州別爾江斯克區的切爾尼希夫卡市鎮負責管轄。該村距離佩特羅夫西克2公里，始建於1861年，面積1.28平方公里，海拔高度163米，2001年人口106。